# Рисіни (Конінський повіт)
Рисіни (пол. Rysiny) — село в Польщі, у гміні Крамськ Конінського повіту Великопольського воєводства.
Населення — 32 особи (2011).
У 1975-1998 роках село належало до Конінського воєводства.

## Демографія
Демографічна структура станом на 31 березня 2011 року:
|          | Загалом | Допрацездатний вік | Працездатний вік | Постпрацездатний вік |
| -------- | ------- | ------------------ | ---------------- | -------------------- |
| Чоловіки | 20      | 2                  | 17               | 1                    |
| Жінки    | 12      | 2                  | 7                | 3                    |
| Разом    | 32      | 4                  | 24               | 4                    |